# 혼다촌 (니가타현)
혼다촌(本田村)은 니가타현 기타칸바라군에 있던 촌이다.

## 역사
- 1889년 4월 1일 - 정촌제 시행에 수반해 기타칸바라군 혼다촌이 성립하였다.
- 1955년 3월 31일 - 나카우라촌과 합병해 후쿠시마촌이 되어 소멸하였다.

## 교통

### 철도
- 일본국유철도 (현 동일본 여객철도)
  - 우에쓰 본선

## 참고문헌
- 『市町村名変遷辞典』東京堂出版、1990年。